# 10215 Lavilledemirmont
10215 Lavilledemirmont è un asteroide della fascia principale. Scoperto nel 1997, presenta un'orbita caratterizzata da un semiasse maggiore pari a 2,9723793 UA e da un'eccentricità di 0,1550345, inclinata di 0,70655° rispetto all'eclittica. È dedicato al poeta francese Jean de La Ville de Mirmont.